# Ishumar, musique touarègue de résistance
Albums de divers artistes
(voir la liste des titres)
Ishumar 2: New Tuareg Guitars
(2011)
Ishumar, musique touarègue de résistance est une compilation de blues touareg sortie en mars 2008, produite par Sedryk pour le label Reaktion et publiée en France par Tapsit.
L'album présente dix groupes touaregs de guitare et replace cette musique dans son contexte historique et politique[pas clair][réf. nécessaire]. La majorité des titres sont alors inédits en Occident.

## Liste des titres
| 1.    | Tenere wer tat zinchegh              | Terakaft                           | 7:00 |
| 2.    | Sawt el-wahuch (le chant des fauves) | Tinariwen                          | 7:33 |
| 3.    | Djedahi idji saman                   | Hasso Akotey                       | 4:48 |
| 4.    | Mahi igdalan amerdeless              | Hamid Ekawel                       | 5:04 |
| 5.    | Zinesdjou merghdem                   | Mohamed ag Itlal, dit « Japonais » | 4:24 |
| 6.    | Imuhar                               | Omara Moctar, dit « Bombino »      | 5:44 |
| 7.    | Tiguedimma                           | Etran Finatawa                     | 4:36 |
| 8.    | Alam'i                               | Koudede                            | 3:52 |
| 9.    | Nezagh ajbal                         | Tinariwen                          | 4:01 |
| 10.   | Tarha didagh a tat sallam            | Terakaft                           | 3:46 |
| 11.   | Aïcha                                | Tamikrest                          | 4:34 |
| 12.   | Ammilana                             | Toumast                            | 5:41 |
| 61:03 |                                      |                                    |      |